# Hermann Pister
Hermann Franz Josef Pister (Lubecca, 21 febbraio 1885 – Landsberg am Lech, 28 settembre 1948) è stato un generale e criminale di guerra tedesco, ultimo comandante, col grado di SS-Oberführer (Brigadier generale), del campo di concentramento di Buchenwald dal 21 gennaio 1942 all'aprile 1945.

## Biografia
Pister era figlio di un segretario comunale a Lubecca. Si era arruolato nella Marina imperiale tedesca nel 1916, prestandovi il servizio militare fino alla fine della guerra. Nel 1918 lavorò come meccanico d'auto, divenendone poi venditore.
Nel 1932 aderì al Partito Nazionalsocialista (n. iscrizione: 918.391) ed alle SS (n. iscrizione: 29.892).
Nel 1933 prestò servizio nel Reggimento motoristi.  Nel 1937 fece parte del gruppo motoristi delle SS Reichsführer Heinrich Himmler.
A Pister fu dato il comando del campo di concentramento di Hinzert, che amministrò dal 9 ottobre 1939 al 21 dicembre 1941. Sostituì Karl Otto Koch al comando del campo di Buchenwald.
"Dopo avere costruito la sua esperienza", scrisse Richard Glücks, ispettore dei campi di concentramento, "egli ottiene il 10 gennaio 1942 il comando di Buchenwald che il suo predecessore aveva del tutto trascurato. Pister ha, con molta energia, con il più grande impegno nel lavoro, e con la sua esperienza, fatto di Buchenwald un campo modello".

## La rivolta di Buchenwald

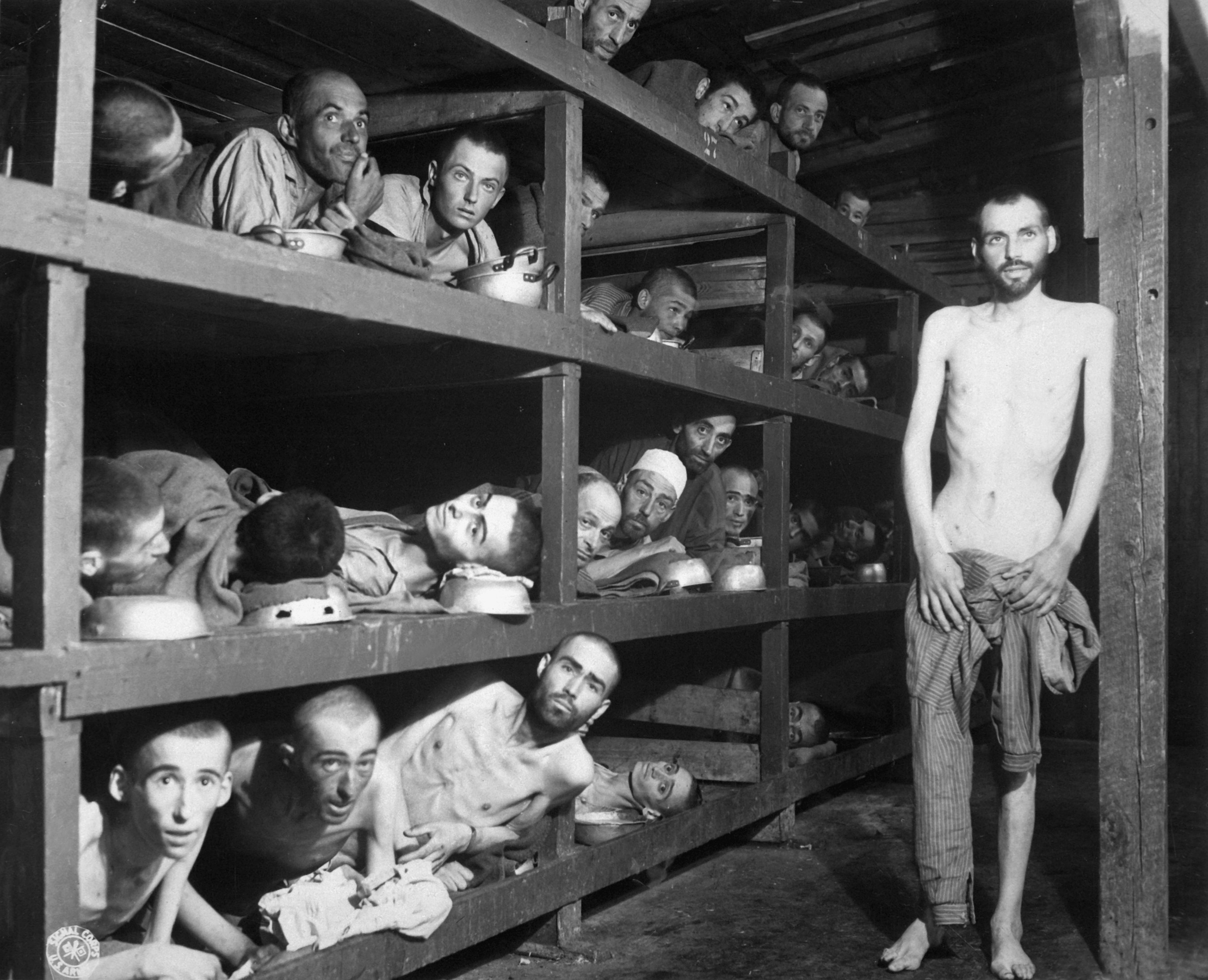
Lavoratori forzati a Buchenwald il 16 aprile 1945, giorno della liberazione

Verso la fine del mese di marzo del 1945, la Terza armata degli Stati Uniti si dirigeva verso Weimar facendo così sperare agli internati di Buchenwald una loro prossima liberazione. Nel campo circolavano voci che a Pister fosse stato ordinato di evacuare il campo prima dell'arrivo delle truppe americane. Una parte dei detenuti era stata già trasferita ai campi di Dachau e di Flossenbürg. Il trasferimento avrebbe significato la morte per migliaia di prigionieri già sfiniti dai trattamenti subiti.
Il 3 aprile Pister convocava i comandanti del campo ed annunziava, chiedendo la loro collaborazione, che aveva deciso di disobbedire all'ordine di Himmler e che avrebbe consegnato i detenuti agli americani.
Il movimento clandestino che si era formato a Buchenwald da tempo si era organizzato per un'eventualità del genere armandosi, approfittando del caos verificatosi dopo il bombardamento del 24 agosto del 1944. Non credendo alle promesse di Pister, il movimento clandestino decise di organizzare una rivolta di massa cercando di cogliere il momento giusto quello cioè più vicino all'arrivo e all'aiuto degli americani: se ci si fosse sollevati troppo tardi, i 3.000 uomini delle SS avrebbero facilmente represso la rivolta.
Il 4 aprile il comandante Pister, contrariamente alle promesse, chiamò all'appello tutti i 20.000 ebrei che il campo contava dopo gli ultimi arrivi dalla Polonia e dall'Ungheria. Gli ebrei, togliendosi la stella gialla dalla divisa da prigionieri, cercarono di confondersi con gli altri ma alla fine, senza più cercare di identificare gli ebrei, Pister ordinò alle guardie del campo d'intervenire con la forza, costringendo un primo gruppo d'internati a lasciare il lager il 7 aprile 1945, per trasferirli a Dachau. Giunti a piedi alla stazione ferroviaria e messi in vagoni aperti, si formò quello che fu chiamato il treno della morte che, mitragliato anche per errore dall'aviazione alleata, arrivò a Dachau il 27 aprile con a bordo molti morti per la fame, il freddo e gli stenti.
Quando alla fine gli alleati arrivarono a Buchenwald l'11 aprile del 1945 il campo si era già liberato ed era amministrato da un comitato internazionale di ex detenuti.

## L'arresto
Pister fu arrestato, insieme ad altri 18 suoi complici delle atrocità commesse nel campo di Buchenwald, dagli americani nel 1945 in un campo di prigionieri di guerra nella Baviera, dove si era fatto passare per ufficiale della Wehrmacht.
Fu sottoposto a processo l'11 aprile 1947 per crimini di guerra dal Tribunale militare americano a Dachau con 30 altri imputati, con l'accusa di avere violato le leggi e gli usi di guerra della Convenzione dell'Aia del 1907 e della terza Convenzione di Ginevra del 1929, relativa ai diritti dei prigionieri di guerra. Dichiarato colpevole e condannato a morte per impiccagione, Pister morì nella prigione di Landsberg il 28 settembre 1948 prima che la condanna fosse eseguita.